# Meriden (Connecticut)
Meriden – miasto w Stanach Zjednoczonych, w stanie Connecticut, w zespole miejskim New Haven.

## Gospodarka
W mieście rozwinął się przemysł maszynowy, lotniczy  oraz elektrotechniczny.

## Religia
- Parafia św. Stanisława Biskupa i Męczennika
- Parafia św. Józefa
- W mieście urodził się i został pochowany ksiądz oraz kapelan wojskowy Franciszek Tyczkowski (1891-1982).